# Domenico Balestrieri
Domenico Balestrieri (Milà, 16 d'abril de 1714 - Milà, 11 de maig de 1780) fou un poeta italià, autor d'obres en italià i en llombard.

## Biografia
Era fill de Giuseppe Balestrieri i d'Isabella Maganza. Estudià filosofia en l'escola de Brera; després, obeint el desig patern, cursà lleis en el Collegio Calchi, i d'adult exercí la professió de secretari judicial.
Balestrieri fou un dels que recuperaren l'Accademia dei Trasformati (1743-1768), amb el comte Imbonati i el poeta Carl'Antonio Tanzi. El 1747 es casà amb Rosaria Casati, amb la qual tingué una filla, Giuseppa, que el 1795 tindria cura d'una edició pòstuma de les poesies de son pare. Durant un trienni residí a Varese, i compongué algunes poesies de tema varesí. El canonge Giuseppe Candido Agudio, de l'Accademia dei Trasformati, l'hostatjà en el seu palau de Malgrate, a la vora del llac de Lecco.
Un germà seu, Carlo Giuseppe Balestrieri, prevere, fou també un bon poeta en llombard.

## Posteritat
Giuseppe Parini li dedicà el sonet en dialecte milanés In morte di Domenico Balestrieri, publicat en els Versi in morte del celebre poeta Domenico Balestrieri, juntament amb un epigrama en italià.
Balestrieri fou un model molt important per a Carlo Porta, que estudià durant llarg temps els seus versos, com testimonien els préstecs lèxics que en prengué (una pàgina manuscrita d'aquests préstecs ha estat publicada per Dante Isella el 1973). D'altra part, l'almanac El lava piatt del meneghin ch'è mort, atribuït a Porta per Isella, es refereix precisament a Balestrieri, que en milanés es feia anomenar Meneghin Balestree, en referència a Meneghino, el cèlebre personatge creat per Carlo Maria Maggi. Altres punts de contacte entre els dos poetes es poden trobar en la traducció que feu Porta d'alguns cants de l'Infern de Dante.

## Obres
- Rimm milanes de Meneghin Balestreri Accademech trasformae. Milà: Stampa de Donae Ghisolf, 1744.
- Il Figliuol prodigo. Milà: Giuseppe Marelli, 1748.
- La Gerusalemme liberata travestita in lingua milanese a sua Eccellenza Carlo conte, e signore De Firmian. Milà: Gio. Batista Bianchi regio stampatore, 1772.
- Rime toscane, e milanesi, 6 vol. Milà: Giambattista Bianchi regio stampatore, 1774-1779. Vol. 1-3. Vol. 4-6
- Rime milanesi di Domenico Balestrieri a Sua Eminenza il Signor Cardinale Angiolo Maria Durini Arcivescovo d'Ancira e Conte Confeudatario di Monza. Edició pòstuma a cura de la filla de l'autor, Giuseppa Parea. Milà: Imp. Monistero di S. Ambrogio Maggiore, 1795.

El conjunt de l'obra de Giuseppe Balestrieri es publicà quasi integralmente a cura de Francesco Cherubini el 1816 en quatre volums: vol. 1: Il figliuol prodigo - Novelle - Sestine - Quartine; vol. 2: Ottave - Sonetti; vol. 3: La Gerusalemme liberata; vol. 4: Prose - Intermezzi - Traduzioni d'Anacreonte - Poesie varie - Brandana. S'imprimí parcialment a cura de Ferdinando Fontana a l'inici del segle xx, i després d'una reimpressió anastàtica de les Rimm milanes el 1983 aparegueren, del 2001 al 2018, tres edicions comentades.